# Ivart meghatározó rendszer

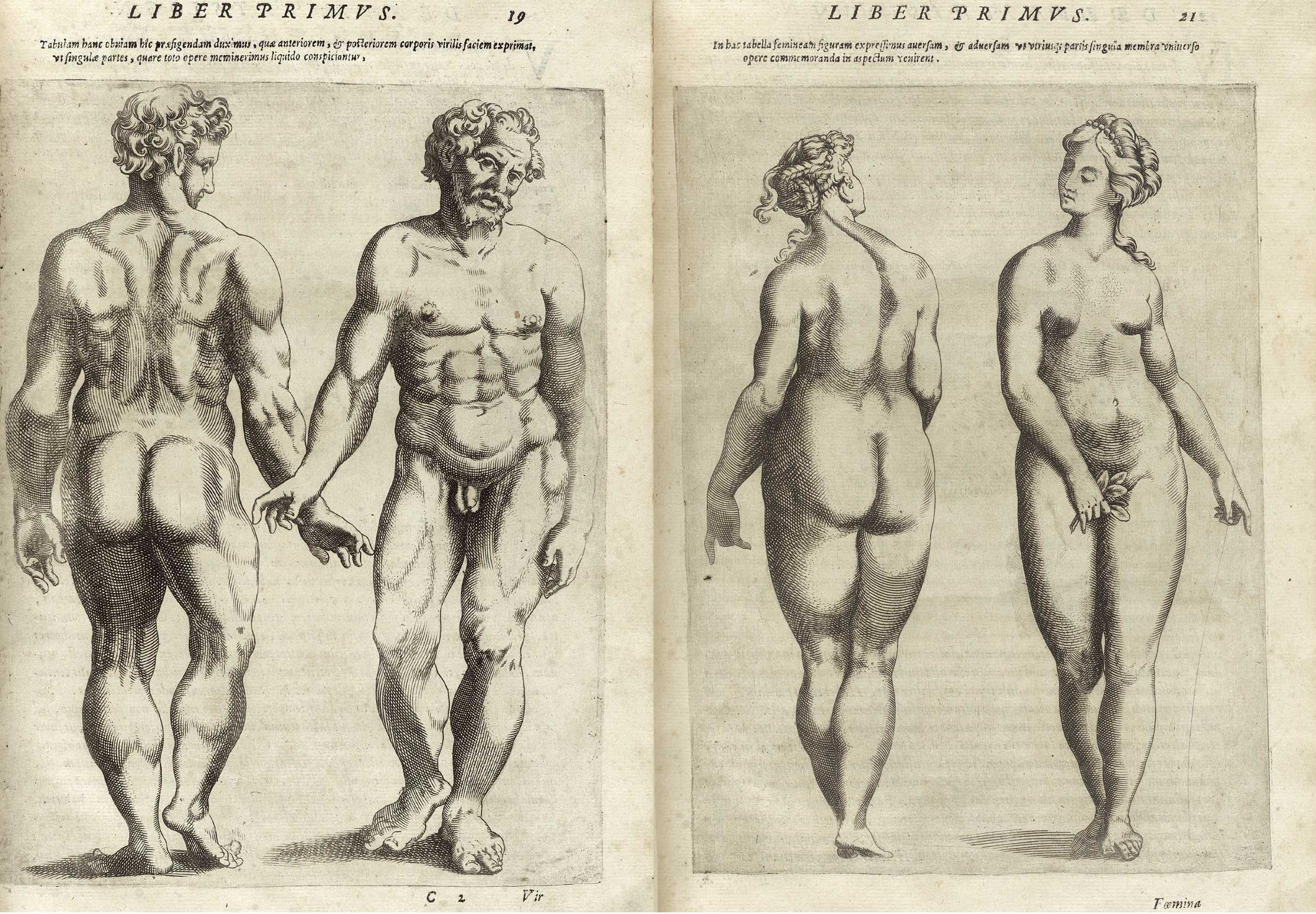
Giambattista della Porta: De humana physiognomonia, 1586

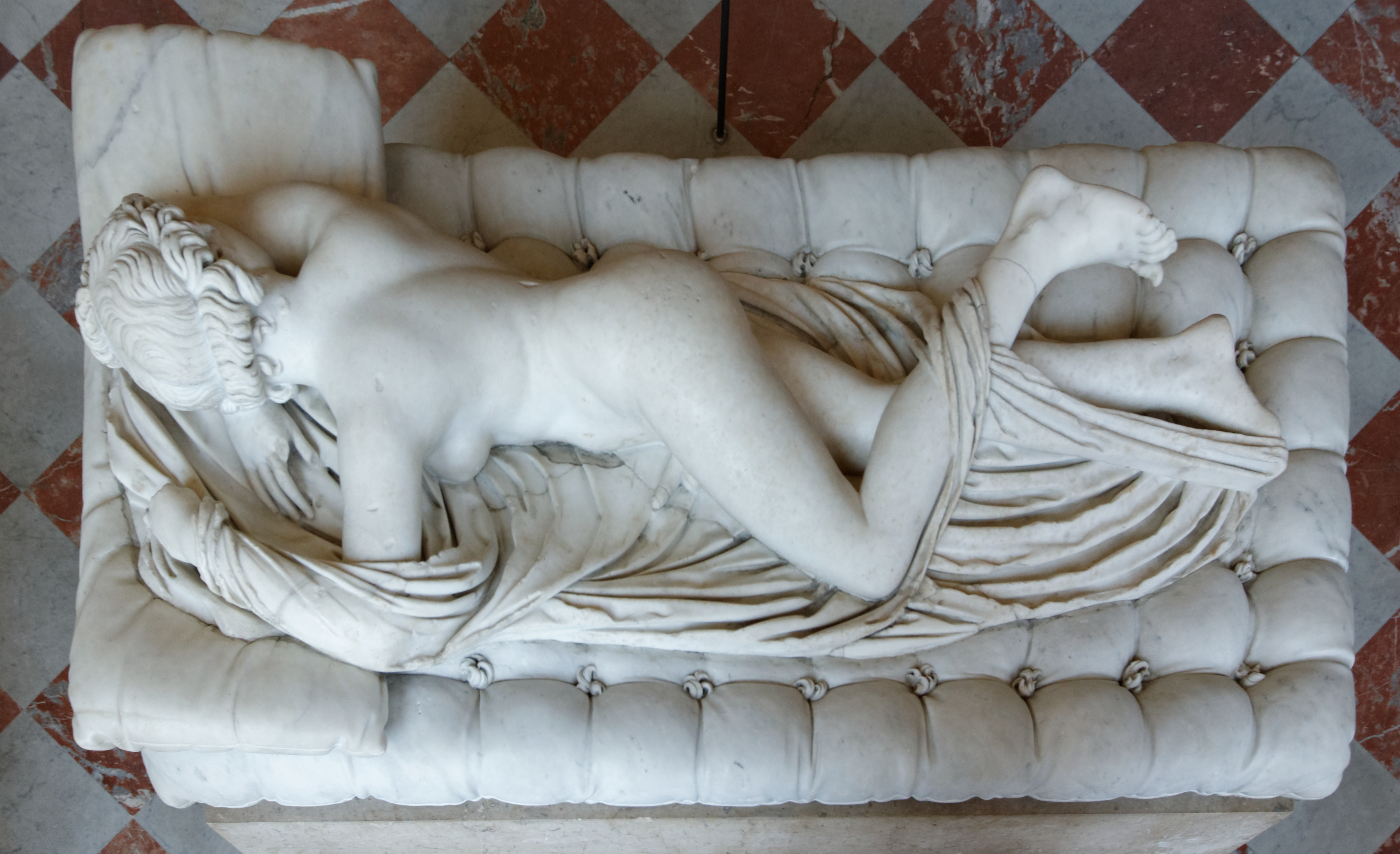
Alvó hermafrodita, Louvre

Az ivart meghatározó rendszer olyan biológiai rendszer, ami egy élőlény fejlődése során meghatározza annak biológiai nemét, azaz ivarát. Csaknem az összes ivaros szervezet két nemhez, a hímhez vagy a nőstényhez tartozik. A legtöbb ivaros szervezetnél a nemi meghatározottság genetika: a hímeknek és a nőstényeknek más alléleik, vagy akár más génjeik vannak, amik meghatározzák szexuális morfológiájukat. Állatok esetében gyakran kromoszomális eltérések is vannak. Más esetekben az élőlény nemét környezeti hatások (pl. hőmérséklet) vagy szociális változók (pl. a szervezet mérete a populáció többi tagjához képest) határozzák meg. Néhány ilyen rendszer működését még nem sikerült megfejteni.

## Kromoszomális meghatározottság

### XX/XY nemi kromoszómák
A ivart meghatározó XX/XY rendszer az egyik legismertebb ilyen rendszer, mivel ez működik az emberben és a legtöbb emlősállatban is. Az XY-rendszerben a nőstényeknek két azonos fajtájú gonoszómája van (XX), a hímeknek pedig két különböző (XY). Egyes fajoknál, így az embernél is az Y-kromoszómán található SRY gén határozza meg az egyed hím mivoltát, másoknál (mint például az ecetmuslica (Drosophila melanogaster) esetében) a kettős X-kromoszóma jelenléte határozza meg, hogy az egyed nősténnyé fejlődjön.

### XX/X0 nemi kromoszómák
Az XY-rendszer ezen variánsában a nőstényeknek két nemi kromoszómájuk van (XX), a hímeknek pedig csak egy (X0). A „0” a második gonoszóma hiányát jelképezi. Ez a rendszer határozza meg egyes ízeltlábúak nemét, köztük a tücskökét, szöcskékét és a csótányokét (Blattodea nem).
A fonálférgekhez tartozó C. elegans egy nemi kromoszómával hím (X0), kettővel pedig (XX) hermafrodita.

### ZZ/ZW nemi kromoszómák
A ivart meghatározó ZZ/ZW rendszer, ami a madarakban, egyes ízeltlábúakban és más élőlényekben is előfordul, az XY-rendszerhez képest fordítva működik: a nőstényeknek van két különböző gonomoszómája (ZW), a hímeknek pedig azonos (ZZ).
A madaraknál nem találtak példát dupla W kromoszómára (ZWW), sem egyedülálló Z-re (Z0). A lepkék (Lepidoptera) esetében Z0, ZZW és ZZWW nőstényeket is találhatunk.
A madarak ZW kromoszómáinak területe az emlősökben autoszomális, és viszont; így feltehető, hogy a ZW és XY kromoszómapárok a közös ős más-más kromoszómáiból származtak. Egy 2004-es, a Nature folyóiratban megjelent tanulmány szerint (Frank Grützner és tsai., Nature; doi:10.1038/nature03021) a két rendszer mégis összefügghet. Grützner írása szerint a kacsacsőrű emlősnek tíz kromoszómája határozza meg a nemiségét, ahol a kromoszómák a hím meiózisa során többértékű láncot formálnak, ami XXXXX és YYYYY spermára válik szét, ahol az XY-nak megfelelő kromoszómák a lánc egyik végére, a ZW-nek megfelelők a másik végére rendeződnek.

### Haplo-diploid rendszer
A haplodiploidia a hártyásszárnyúak (Hymenoptera) rendjébe tartozó ízeltlábúaknál, mint például a méheknél és hangyáknál fordul elő. Itt a megtermékenyítetlen petékből haploid egyedek fejlődnek, ezek a hímek (herék). A diploid egyedek általában nőstények, vagy steril hímek. Így, ha a méhkirálynőt megtermékenyíti egy here, nőstény utódainak génállománya 75%-ban egyezik meg, nem 50%-ban, mint az XY és ZW rendszereknél. Ezt a tényt fontosnak tekintik az euszociális (államalkotó) rovarok kifejlődésénél, mivel növeli a rokonszelekció (kin selection) fontosságát.

### U/V kromoszómák
Egyes barnamoszatokban, például a Laminarialesben az ivari kromoszómák az U- és V-kromoszómák, ahol az U-kromoszóma a nő-, a V-kromoszóma a hímnemű barnamoszatpéldányokban található, azaz az UV rendszer az XY és ZW rendszerektől abban tér el, hogy a haploid szakaszban történik az ivarmeghatározás. A diploid szakaszban (sporofiton) mindkét kromoszóma megtalálható.

## Nem genetikus ivart meghatározó rendszerek
Sok más, egzotikus ivart meghatározó rendszer létezik. Egyes hüllőfajoknál, például az aligátoroknál, egyes teknősöknél és a hidasgyíkféléknél (tuatara) az egyed ivarát az határozza meg, hogy milyen hőmérsékleten keltették a tojását. Más fajok, például egyes csigák ivara változni képes: a kifejlett egyed először hím, később nősténnyé válik. A trópusi tengerekben élő bohóchal (Amphiprioninae alcsalád) populációiban a csoport domináns egyede nősténnyé alakul, míg a többiek hímek maradnak.
Más fajoknál egyáltalán nem létezik nemet meghatározó rendszer. A földigiliszta és egyes csigafajok hermafroditák; egyes gyík-, hal- és rovarfajok egyedei mind nőstények, és parthenogenezissel (szűznemzéssel) szaporodnak.
Egyes rovarok ivarát fertőzés határozza meg. A Wolbachia nembe tartozó baktériumok változtatják meg a különben kizárólag ZZ genotípusú egyedek ivarát; itt az ivart a Wolbachia jelenléte határozza meg.
Egyéb, szokatlan, vagy még kutatott rendszerek:
- Xiphophorus (kardfarkú hal)
- Chironomidae légycsalád (politén kromoszómák)
- kacsacsőrű emlős

## Fordítás
- Ez a szócikk részben vagy egészben  a   Sex-determination system című angol Wikipédia-szócikk ezen változatának fordításán alapul.  Az eredeti cikk szerkesztőit annak laptörténete sorolja fel. Ez a jelzés csupán a megfogalmazás eredetét és a szerzői jogokat jelzi, nem szolgál a cikkben szereplő információk forrásmegjelöléseként.